# أوتو زينك
أوتو زينك هو سياسي ألماني، ولد في 31 أكتوبر 1925 في روسلسهايم في ألمانيا، وتوفي في 9 مايو 2008. نشط حزبياً في الحزب النازي والاتحاد الديمقراطي المسيحي. وقد انتخب عضو في برلمان هسن ‏ وانتخب عضواً في البوندستاغ الألماني خلال فترته النيابية ‏ (19 أكتوبر 1965 – 19 أكتوبر 1969).